# Аламан, Лукас
Лукас Игнасио Аламан-и-Эскалада (исп. Lucas Ignacio José Joaquín Pedro de Alcántara Juan Bautista Francisco de Paula Alamán y Escalada; 18 октября 1792 года, Гуанахуато (Гуанахуато) — 2 июня 1853 года, Мехико) — мексиканский государственный деятель и историк. В 1823—1824, 1824, 1825, 1830—1832, и 1853 — министр иностранных дел. Один из инициаторов создания Национального музея.

## Биография
Родился в аристократической семье, связанной с горнорудной промышленностью. В сентябре 1810 года, когда началась Война за независимость Мексики от Испании, столица интендантства Гуанхауто стала одной из первых целей повстанцев. Семнадцатилетний Лукас стал свидетелем гибели друга семьи интенданта Гуанхауто, Хуана Антонио де Рианьо и Барсена (Juan Antonio de Riaño y Bárcena (исп.)), погибшего в бою за город. Семье Аламана удалось бежать в Мехико, и в 1849 году он вспоминал: «Крик смерти и разрушения… до сих пор отдается в моих ушах страшным эхо».
Закончил горное училище (исп. Real Seminario de Mineria). Во время обучения преуспел в таких дисциплинах, как минералогия, физика, химия и ботаника. В 1814 году переехал в Европу, чтобы отправиться в путешествие по разным странам. Посетил Испанию, Францию (где он встретился с Наполеоном Бонапартом), Италию, Шотландию, Швейцарию, Голландию, Германию и Бельгию. Совершенствовал своё образование в Гёттингенском и Парижском университетах. В 1819 году был депутатом от Мексики в Испанских кортесах.
В 1822 году вернулся в уже независимую Мексику. Некоторое время спустя был назначен на пост министра иностранных дел в правительстве Виктории Гуадалупе. С 23 по 31 декабря 1829 года вместе с Педро Велесом и Луисом де Кинтанаром входил триумвират, исполнявший функции временного правительства, а затем стал главным министром в правительстве Анастасио Бустаманте. Позднее превратился в идеолога мексиканского консервативного движения. Оказывал существенное влияние на консервативные правительства, в частности в сфере экономики и международных отношений.
Является автором нескольких работ по истории Мексики. Важнейшая из них — «История Мексики» (исп. Historia de Mejico в 5 томах, изданная в 1849—1852 годах, переиздана в 1942 году), в которой с консервативно-клерикальных позиций подробно изложены предпосылки, ход и последствия Мексиканской войны за независимость. Эта работа основывается на широком круге источников и содержит богатый фактический материал и публикации документов.
Членкор Баварской АН (1826).

## Политико-экономические взгляды
Аламан приложил немало усилий по привлечению иностранных капиталов в горнорудную промышленность страны. Позднее стал приверженцем идеи индустриализации мексиканской экономики, делая ставку на текстильную промышленность. Вероятно именно он внес вклад в постепенное ужесточении протекционистской политики. Как один из идеологов консервативной партии выступал против сил, которые стремились к либеральным преобразованиям в стране. Противодействовал политике либералов, поощрявшей заселение северных штатов Мексики американскими колонистами. Являлся сторонником унитарного принципа государственного устройства.